# 舍布市镇
舍布市镇（瑞典語：Sjöbo kommun）是瑞典南部斯科讷省的一个市镇。其治所位于舍布。